# São Bentinho
São Bentinho é um município brasileiro localizado na Região Geográfica Imediata de Pombal, estado da Paraíba. Sua população em 2012 foi estimada pelo IBGE (Instituto Brasileiro de Geografia e Estatística) em 4.221 habitantes, distribuídos em 196 km² de área.

## História
São Bentinho iniciou-se entre os sítios: São Bento ao norte e Várzea Redonda ao sul. É cortada pela BR-230 por volta do quilômetro 391, à qual vai de Cajazeiras à João Pessoa. A cidade tem acesso a rodovia estadual que interliga Coremas à Br-230.
No ano de 1937, um dos habitantes do sítio Várzea Redonda chamado de Manoel José Pereira (Mané Preto) resolveu construir uma casa para o seu irmão, Sebastião José Pereira (Basto Pereira), e escolheu um lugar deserto, sem vizinhos e sem a menor intenção de formar uma vila. Porém, com o decorrer dos anos, seus familiares e vizinhos de sua antiga moradia começaram a se agrupar naquela área.
Assim, apesar de Sebastião ter sido o primeiro habitante da região, foi seu irmão Manoel quem deu início ao processo de criação da cidade de São Bentinho, através da construção da primeira moradia.
A cidade se tornou um ambiente movimentado com a transição de pessoas das cidades vizinhas, Coremas, Condado, Pombal e outros, ficando um lugar aconchegante.
Com essa movimentação dos moradores e vizinhos construíram uma Capela com a doação de terreno do dono do sítio, o Francisco Felinto dos Santos, com o fim da construção convidaram o padre Acácio Estrela Rolim para o lançamento da pedra fundamental e a inauguração da vila que de início se chamou Valerianópolis, em homenagem à Valeriano Pereira de Sousa. Os habitantes não se agradaram com o nome, e novamente voltaram a chamar a cidade de São Bento.
Tempos depois, os habitantes reuniram-se e optaram que o padroeiro da cidade seria São Francisco de Assis em homenagem ao doador do terreno.
Em 9 de agosto de 1989, o povoado virou um distrito da cidade de Pombal e em 1997 acabou tornando-se um município com uma pequena população de aproximadamente 3000 habitantes. Hoje a cidade está com uma população de 1 577 homens e 1 594 mulheres.

## Geografia
O município está incluído na área geográfica de abrangência do semiárido brasileiro, definida pelo Ministério da Integração Nacional em 2005. Esta delimitação tem como critérios o índice pluviométrico, o índice de aridez e o risco de seca.
A média anual de chuvas no município é de 809,5 mm.
Segundo dados da AESA, de 2000 até hoje, o maior valor pluviométrico em 24h na cidade foi de 156,5 mm ocorridos em 1 de março de 2006. Outros volumes acima de 100 mm: 141,8 mm no dia 23 de outubro de 2010; 119,2 mm no dia 6 de abril de 2009; 118,5 mm no dia 11 de abril de 2010; 113 mm no dia 19 de fevereiro de 2006 e 106,5 mm no dia 28 de fevereiro de 2006. Em um mês, o maior total ocorreu em abril de 2009: 656,1 mm.